# Monolistra caeca
Monolistra caeca är en kräftdjursart som beskrevs av Gerstaeker 1856. Monolistra caeca ingår i släktet Monolistra och familjen klotkräftor.

## Underarter
Arten delas in i följande underarter:
- M. c. meridionalis
- M. c. caeca
- M. c. intermedia
- M. c. julium
- M. c. absoloni